# Castel Madama

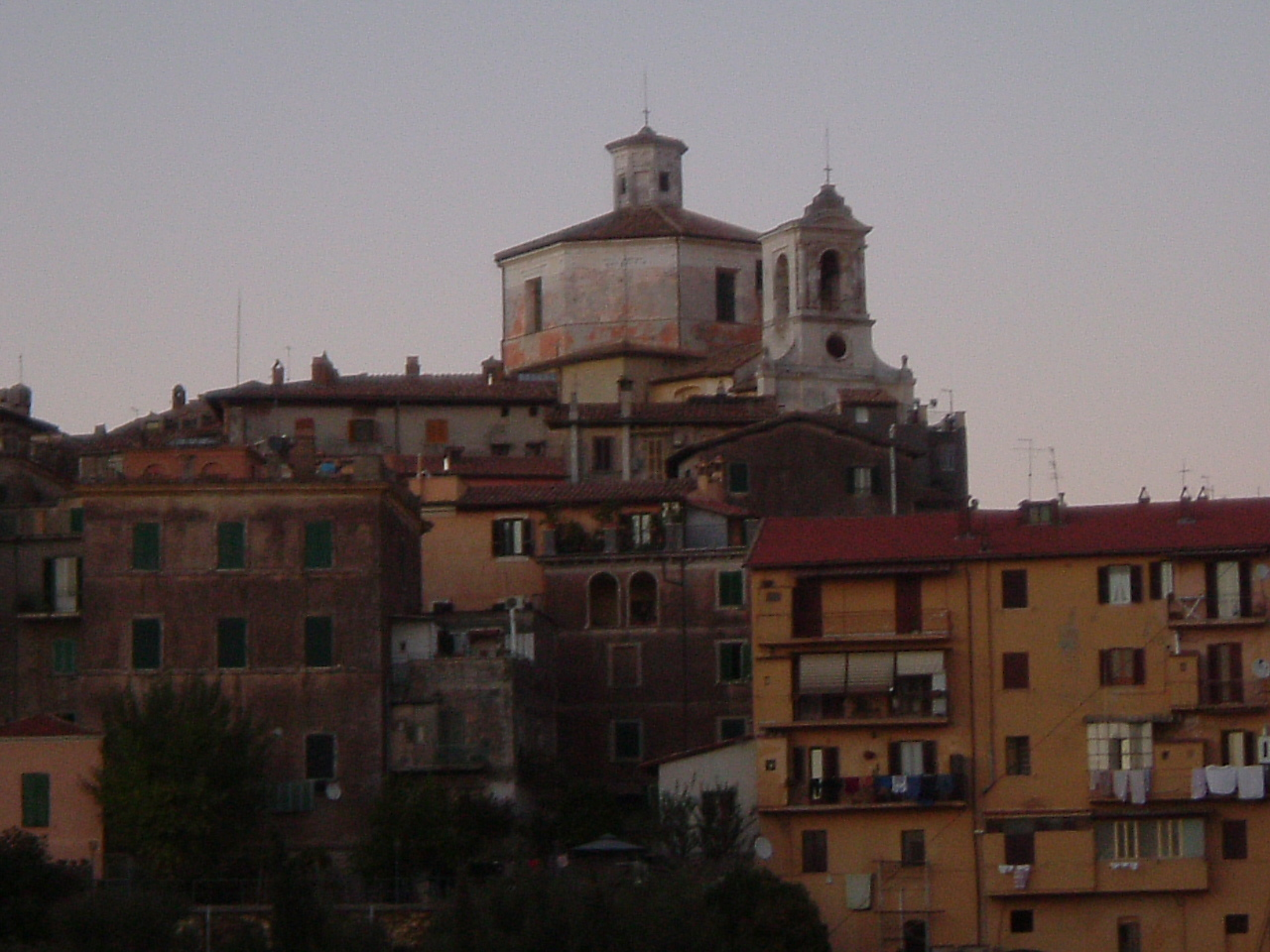

Castel Madama is een gemeente in de Italiaanse provincie Rome (regio Latium) en telt 7033 inwoners (31-12-2004). De oppervlakte bedraagt 28,5 km², de bevolkingsdichtheid is 226 inwoners per km².

## Demografie
Castel Madama telt ongeveer 2730 huishoudens. Het aantal inwoners steeg in de periode 1991-2001 met 0,1% volgens cijfers uit de tienjaarlijkse volkstellingen van ISTAT.
| Jaar | Inwoneraantal |
| ---- | ------------- |
| 1991 | 6407          |
| 2001 | 6415          |

## Geografie
De gemeente ligt op ongeveer 428 m boven zeeniveau.
Castel Madama grenst aan de volgende gemeenten: Ciciliano, Sambuci, San Gregorio da Sassola, Tivoli, Vicovaro.

## Partnersteden
- Oudenaarde